# Sokolniki (Łagiewniki)

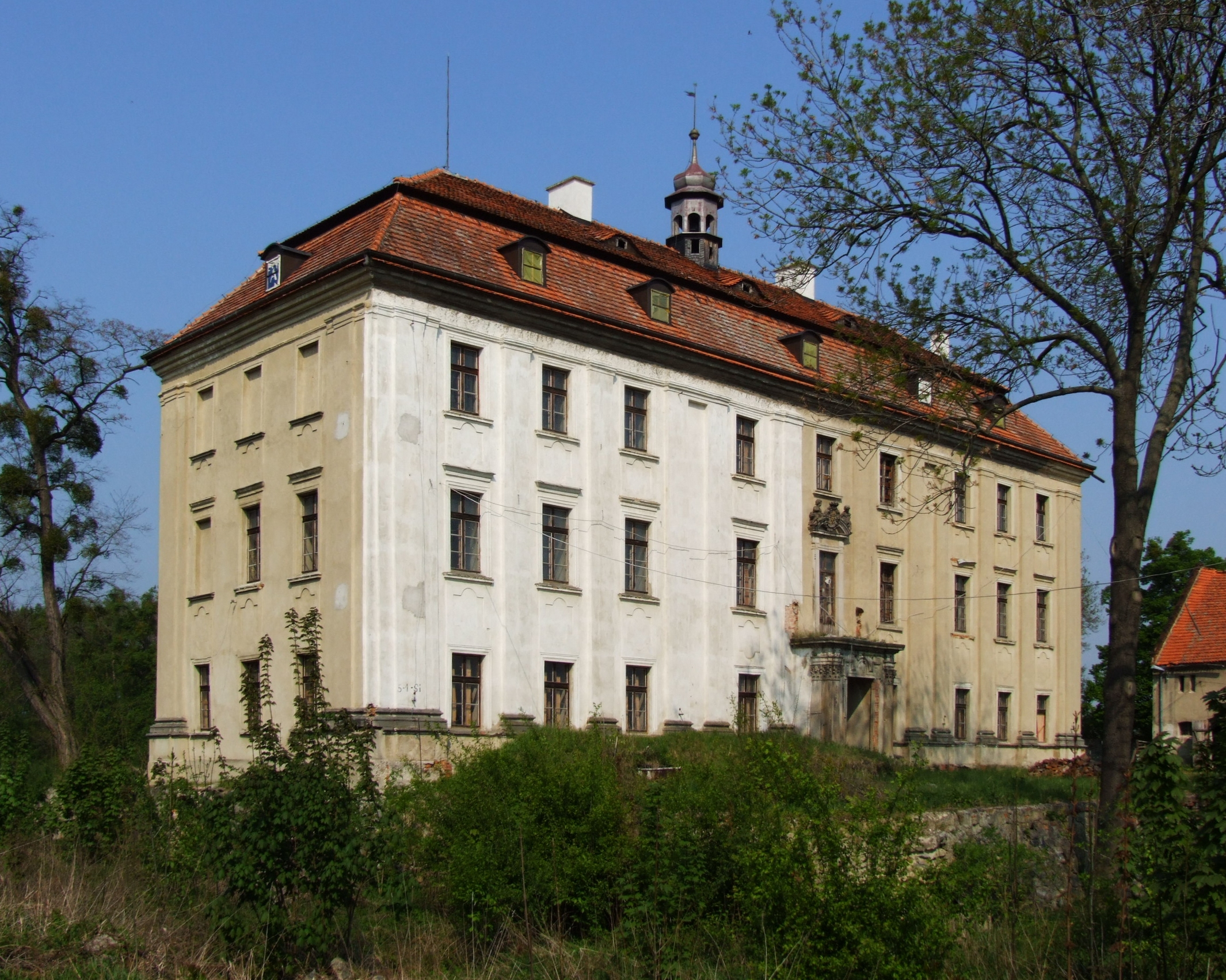
Schloss Wättrisch

Sokolniki (deutsch Wättrisch) ist ein Dorf in der Landgemeinde Łagiewniki (Heidersdorf) im Powiat Dzierżoniowski in der Woiwodschaft Niederschlesien in Polen.

## Lage
Östlich von Sokolniki verläuft die Straße Droga krajowa 8. Nachbarorte sind Oleszna (Langenöls) im Westen, Piotrówek (Petersdorf) im Norden, Radzików (Rudelsdorf) und Trzebnik (Trebnig) im Osten.

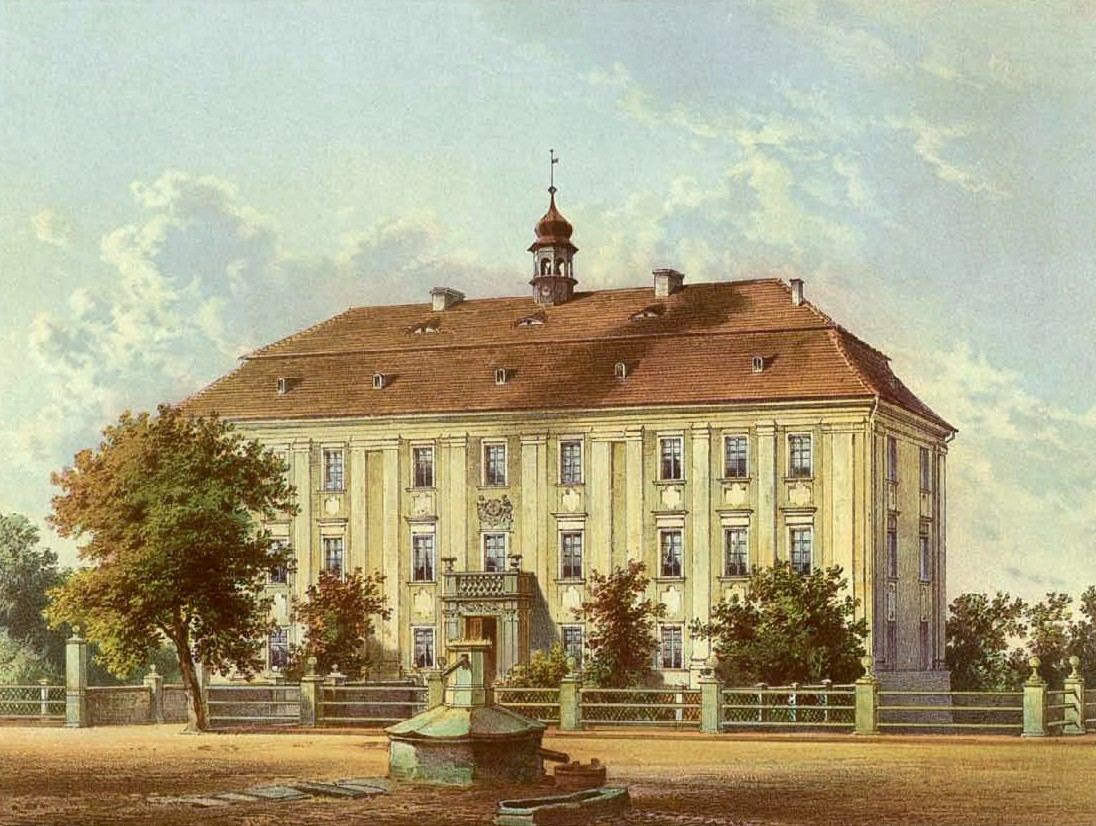
Rittergut Wättrisch um 1870, Sammlung Alexander Duncker

## Geschichte
Der Ort wurde 1474 als Waterisch erwähnt. Wättrisch gehörte zum piastischen Herzogtum Brieg, das ein Lehen der Krone Böhmens war. Ab 1662 waren die Herren von Lüttwitz Besitzer des Dorfes. Das heutige Schloss wurde von 1695 bis 1705 für Johann Ernst Freiherr von Pein und Wechmar erbaut. Spätere Eigentümer waren u. a. die Herren von Senitz und Rudelsdorf, die Herren von Sandretzky und Sandraschütz, ab 1798 Karl Abraham Oswald von Czettritz und Neuhaus.
Nach dem Ersten Schlesischen Krieg fiel Wättrisch mit dem größten Teil Schlesiens 1741/42 an Preußen. Die alten Verwaltungsstrukturen wurde aufgelöst und Wättrisch Teil des Kreises Nimptsch, mit dem es bis zu seiner Auflösung 1932 verbunden blieb. Wättrisch unterstand der Kriegs- und Domänenkammer Breslau, bis es im Zuge der Stein-Hardenbergischen Reformen 1815 dem Regierungsbezirk Reichenbach der Provinz Schlesien zugeordnet wurde. Als Oberamtmann fungierte Mitte des 19. Jahrhunderts Johann Adolph Anton Seydel. 1845 zählte Wättrisch 38 Häuser, ein Schloss mit Wall, ein Vorwerk, 329 Einwohner (davon 106 katholisch), eine Windmühle, je eine Brau- und Brennerei, zehn Handwerker und drei Händler. Hierzu gehörte das „Buschhaus“, ein westlich gelegenes Forstaufseher-Haus, mit einem Haus und vier evangelischen Einwohnern; sowie die zu dieser Zeit bereits eingegangene „Stieglitz-Mühle“, bestehend aus einem Haus. Wättrisch war evangelisch zur Kirche in Ober-Panthenau gepfarrt und katholisch zur Kirche in Rothschloß.
Am 14. Februar 1874 wurde aus den Landgemeinden Rudelsdorf, Trebnig und Wättrisch und deren gleichnamigen Gutsbezirken der Amtsbezirk Wättrisch gebildet. Bekanntester Gutsbesitzer damals war der Politiker Friedrich Schröter.
Nach der Auflösung des Kreises Nimptsch 1932 wurde Wättrisch dem Landkreis Reichenbach/Eulengebirge zugeteilt. 1933 umfasste der Amtsbezirk Wättrisch die Landgemeinden Poseritz, Rudelsdorf, Trebnig und Wättrisch. Letzter Gutsherr war als Nacherbe der Familie Quoos der Landrat Arthur von Scheliha (1870–1955) geworden.
Als Folge des Zweiten Weltkriegs fiel Wättrisch mit dem größten Teil Schlesiens 1945 an Polen. Nachfolgend wurde es in Sokolniki umbenannt. Die deutsche Bevölkerung wurde – soweit sie nicht schon vorher geflohen war – vertrieben. Die neu angesiedelten Bewohner stammten teilweise aus Ostpolen, das an die Sowjetunion gefallen war.

## Sehenswürdigkeiten
- Schloss Wättrisch, erbaut von 1695 bis 1705 für Johann Ernst Freiherr von Pein und Wechmar, eigentlich Pein auf Wechmar.[4][5] Nach 1945 wurde der Bau als Arbeiterwohnheim genutzt.